# Murdock MacKinnon

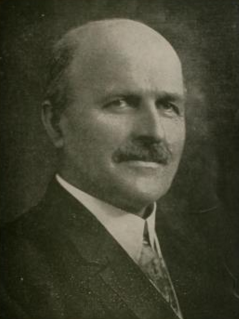
Murdock MacKinnon

Murdock MacKinnon (* 15. März 1865 in Brooklyn, Prince Edward Island; † 12. Oktober 1944 in Charlottetown) war ein kanadischer Politiker. Von 1919 bis 1924 amtierte er als Vizegouverneur der Provinz Prince Edward Island.
MacKinnon erhielt seine höhere Schulbildung am Prince of Wales College in Charlottetown. Er war danach als Landwirt tätig und trat der Prince Edward Island Conservative Party bei. Seine politische Karriere begann im Jahr 1897 mit der Wahl zum Abgeordneten in der Legislativversammlung. Fünfmal in Folge gelang ihm die Wiederwahl, zuletzt 1915. Dem Provinzkabinett von Premierminister John Alexander Mathieson gehörte er von 1911 bis 1917 als Landwirtschaftsminister und Schatzmeister an. Generalgouverneur Lord Devonshire vereidigte MacKinnon am 8. September 1919 als Vizegouverneur von Prince Edward Island. Dieses repräsentative Amt übte er bis zum 8. September 1924 aus.